# Pertusaria pertusa
Espèce
Pertusaria pertusa est une espèce de champignons ascomycètes (lichens encroûtants) de la famille des Pertusariaceae.

## Liste des formes et variétés

### Formes
Selon MycoBank (18 janvier 2023) :
- Pertusaria pertusa f. aggregata (Erichsen) Erichsen, 1935
- Pertusaria pertusa f. conglomerans Erichsen, 1937
- Pertusaria pertusa f. nodulosa Erichsen, 1935
- Pertusaria pertusa f. pertusa
- Pertusaria pertusa f. pisiformis Servít, 1929
- Pertusaria pertusa f. sordidoviridis Erichsen, 1936
- Pertusaria pertusa f. viarum Erichsen, 1935

### Variétés
Selon MycoBank (18 janvier 2023) :
- Pertusaria pertusa var. albida (H. Olivier) Oxner, 1968
- Pertusaria pertusa var. debaryana (Hepp) Erichsen, 1935
- Pertusaria pertusa var. decorticata Erichsen, 1935
- Pertusaria pertusa var. leiotera (Nyl.) Zahlbr., 1928
- Pertusaria pertusa var. oleae (Zschacke) Erichsen, 1935
- Pertusaria pertusa var. pertusa
- Pertusaria pertusa var. pisiformis (Servít) Erichsen, 1940
- Pertusaria pertusa var. placentosa Norman, 1924
- Pertusaria pertusa var. plumbea (Duby) Zahlbr.
- Pertusaria pertusa var. polycarpa (D.S. Clemente) Zahlbr., 1928
- Pertusaria pertusa var. rupestris (DC.) Dalla Torre & Sarnth., 1902
- Pertusaria pertusa var. viarum (Erichsen) Erichsen, 1935

## Systématique
Le nom correct complet (avec auteur) de ce taxon est Pertusaria pertusa (L.) Tuck., 1845.
L'espèce a été initialement classée dans le genre Lichen sous le basionyme Lichen pertusus L., 1767.
Pertusaria pertusa a pour synonymes :
- Lichen pertusus L., 1767
- Pertusaria communis DC., 1805
- Porina communis (DC.) Chevall., 1826
- Porina pertusa (L.) Ach., 1809
- Porophora pertusa (L.) Spreng., 1827
- Sphaeria pertusa (L.) Weigel, 1772
- Thelotrema pertusum (L.) Ach., 1803
- Variolaria communis (DC.) Ach., 1809
- Verrucaria pertusa (L.) Willd., 1787

## Publication originale
- E. Tuckerman, An Enumeration of North American Lichens with a preliminary view of the structure and general history of these plants, and of the Friesian system, 1845, p. 1-59